# Bafoulabé
Bafoulabé är en kretshuvudort i Mali.   Den ligger i regionen Kayes, i den sydvästra delen av landet, 300 km väster om huvudstaden Bamako. Bafoulabé ligger 103 meter över havet och antalet invånare är 26 823.
Terrängen runt Bafoulabé är platt. Runt Bafoulabé är det mycket glesbefolkat, med 6 invånare per kvadratkilometer. Det finns inga andra samhällen i närheten. Omgivningarna runt Bafoulabé är en mosaik av jordbruksmark och naturlig växtlighet.